# 花博公園
花博公園位在臺北市中山區，包括圓山公園、美術公園與新生公園。

## 園區

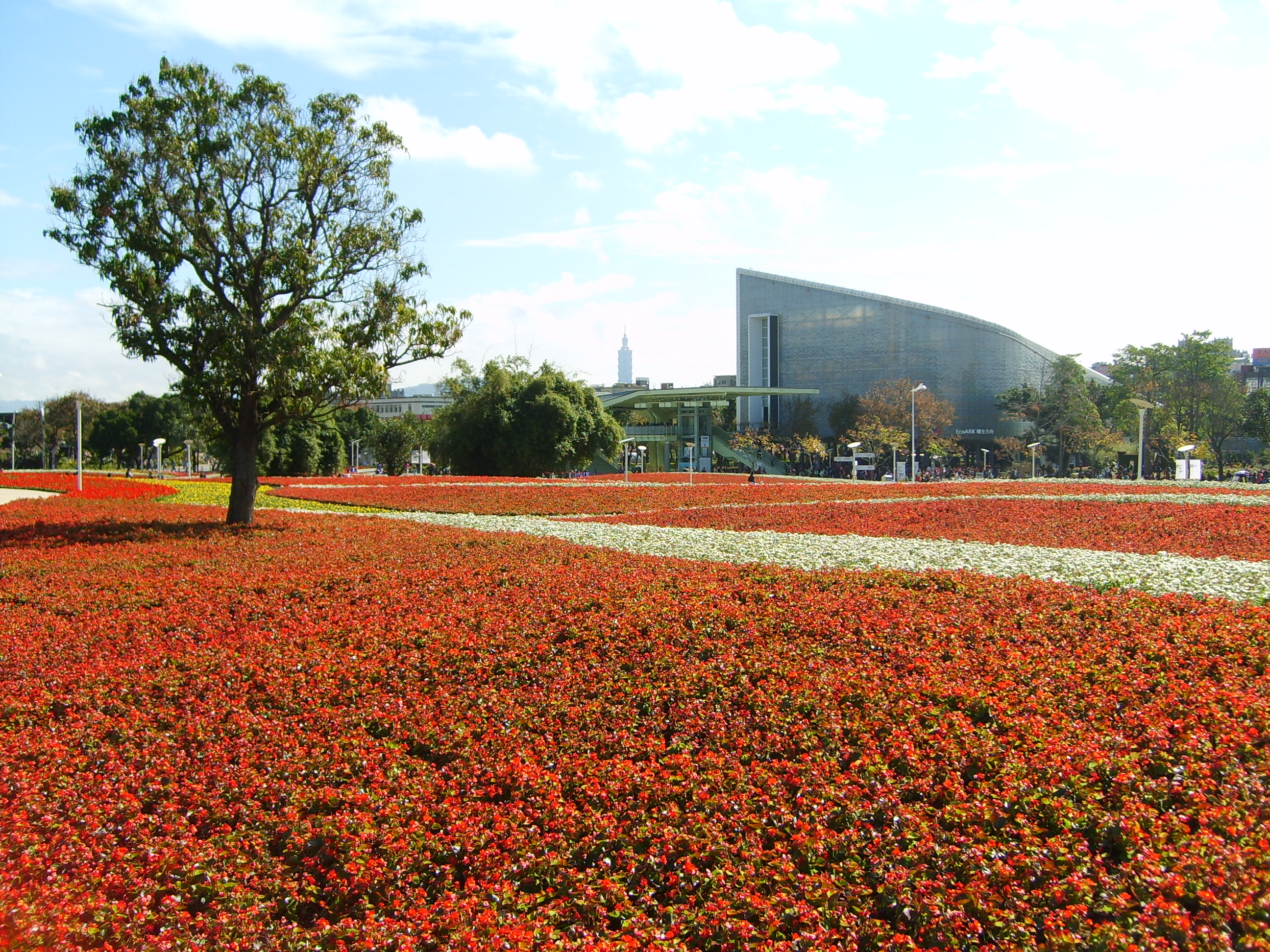
2011年的花博公園

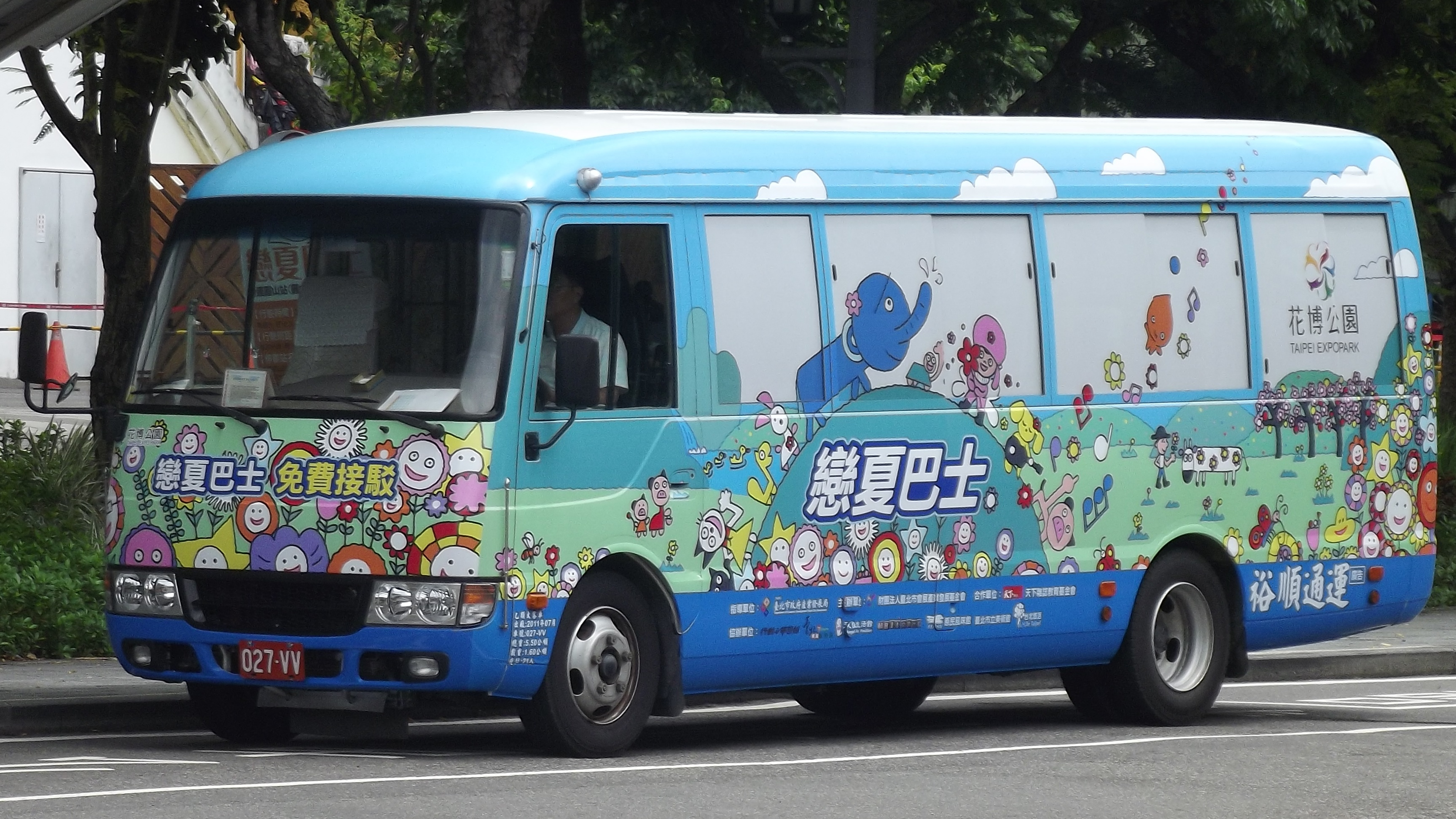
花博公園在特定假日時期，也會推出接駁轉運

花博公園是由2010年臺北國際花卉博覽會四大展區中圓山公園區、美術公園區與新生公園區的部分整理而成。此外，大佳河濱公園屬於行水區，必須復歸原使用目的，因此未被列入花博公園範圍，但是仍保有原花博的部分設施。
花博公園平日做為一般公園使用，並利用原花博展覽館做為各項活動場地使用。原花博園內線的BRT車道，平日轉型為自行車道；當花博公園舉辦路跑活動時，常做為路跑的路線。由於花博公園位於臺北松山機場航道下方，基於飛行安全及噪音問題而規劃為公園用地，一旁即為捷運圓山站，以交通的便利來說，適合做為活動展覽用地。
2013年台北燈節，舉辦地係使用花博公園的圓山園區與美術園區舉辦。
- 圓山公園區
- 美術公園區
- 新生公園區

2018年3月2日，花博公園美術園區的「舞蝶共融遊戲場」啟用，是柯文哲市府邀請還我特色公園行動聯盟、台灣身心障礙兒童權利促進會（身障童盟）、台北市視障者家長協會等社福團體為顧問所建的特遊戲場，以毛毛蟲和蝴蝶為主題，包含台灣首座輪椅鞦韆。
2021年，因應2019冠狀病毒病臺灣疫情花博公園辦理疫苗施打作業，柯文哲市府利用圓山園區爭豔館作為大型疫苗施打站，施打量能最高可達1萬5至2萬人，為台北市最重要的施打站。

## 展館

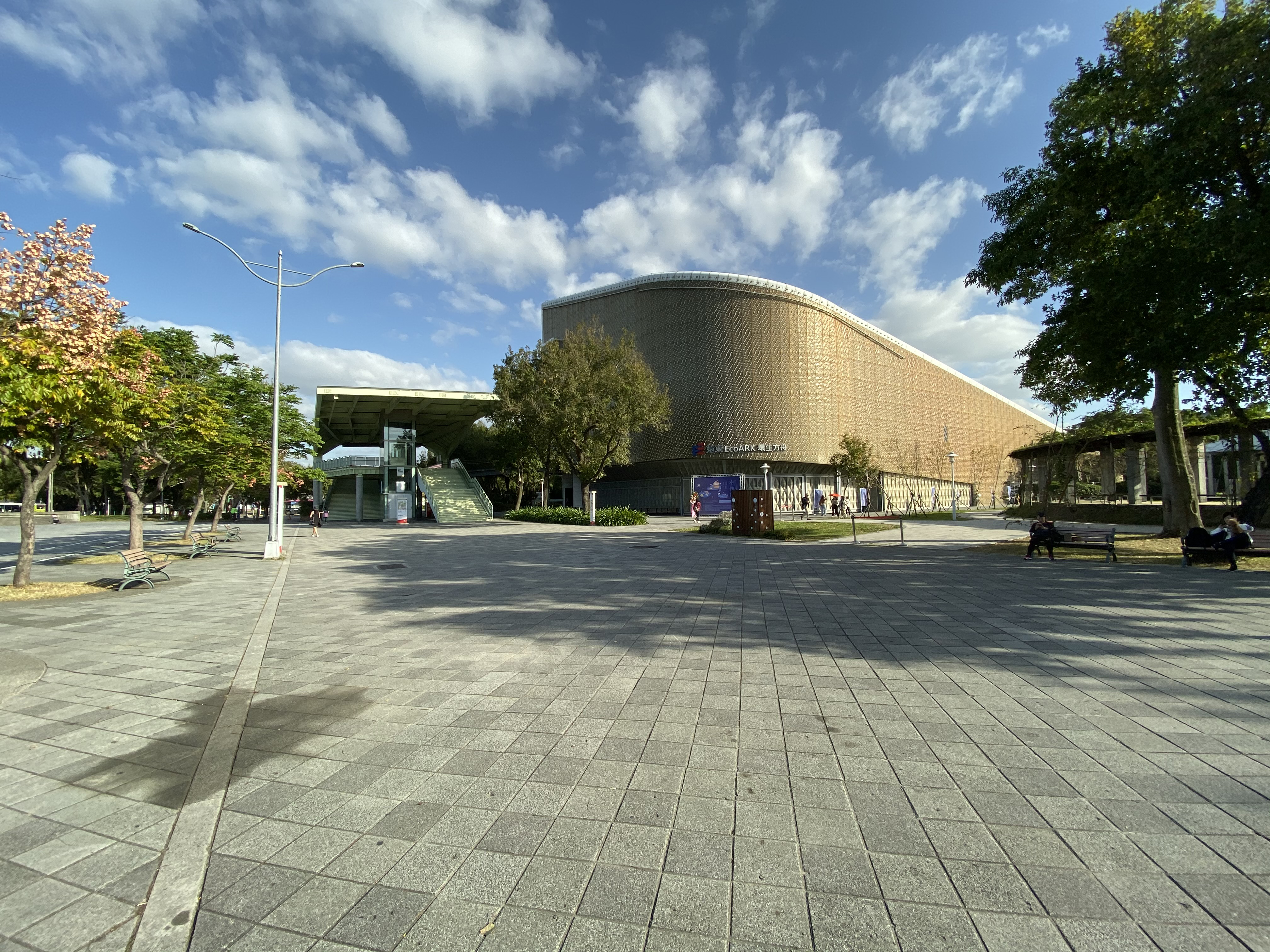
2010年台北國際花卉博覽會/花博公園遠東環生方舟─流行館

花博公園時期，爭豔館改為會展中心，供政府單位及民間團體租用。未來館2樓部分展品撤除，並設置世博台北館，展覽上海世博台北館。風味館改名為原民風味館，由臺北市政府原住民族事務委員會管理。文化館、名人館則回歸臺北市立兒童新樂園管理，設置民俗文化區與展覽館。流行館暫時原地保留，養生館已回歸辦公室用途。隨「北美館藝術園區擴建計畫」，原民風味館將移至中山北路另一側的舊兒育中心，舞蝶館則拆除。
- 天使生活館
- 臺北機器人館
- 臺北故事館（暫時熄燈不對外開放）
- 風味館
- 未來館
- 夢想館（已關閉）
- 林安泰古厝民俗文物館
- 舞蝶館（已拆除）
- 爭艷館

## 地圖
- 花博公園- 地圖

## 外部連結
- 財團法人臺北市會展產業發展基金會 （页面存档备份，存于）
- 財團法人臺北市會展產業發展基金會-花博公園 （页面存档备份，存于）
- 花博公園的Facebook專頁
- YouTube上的花博公園頻道
- 台灣精品館 （页面存档备份，存于）
- 台灣精品館的Facebook專頁
- 台灣精品館的新浪微博
- 花博公園  臺北旅遊網 （页面存档备份，存于）
- 花博公園  交通部觀光署 （页面存档备份，存于）